# Tour Eria
Tour Eria är en skyskrapa med kontor, butiker och andra aktiviteter i affärsdistriktet La Défense nära Paris, uppförd 2021.
I september 2021 kommer "Campus Cyber" att hållas i Tour Eria.